# Лази (Великопольське воєводство)
Лази (пол. Łazy) — село в Польщі, у гміні Заґурув Слупецького повіту Великопольського воєводства.
Населення — 106 осіб (2011).
У 1975-1998 роках село належало до Конінського воєводства.

## Демографія
Демографічна структура станом на 31 березня 2011 року:
|          | Загалом | Допрацездатний вік | Працездатний вік | Постпрацездатний вік |
| -------- | ------- | ------------------ | ---------------- | -------------------- |
| Чоловіки | 57      | 15                 | 39               | 3                    |
| Жінки    | 49      | 15                 | 25               | 9                    |
| Разом    | 106     | 30                 | 64               | 12                   |